# Associazione Calcio Como 1968-1969
Questa pagina raccoglie le informazioni riguardanti l'Associazione Calcio Como nelle competizioni ufficiali della stagione 1968-1969.

## Stagione
Nella stagione 1968-1969 il Como disputa il campionato di Serie B, con 41 punti ottiene il settimo posto in classifica, il torneo è stato vinto dalla Lazio con 50 punti, promossa in Serie A con il Brescia secondo a 48 punti ed il Bari con 47 punti. Retrocedono in Serie C la Pal con 31 punti, il Lecco con 30 punti ed il Padova con 29 punti.
Dopo la brillante promozione in Serie B è stato riconfermato alla guida del Como Franco Viviani, molte le partenze, Attilio Perotti al Genoa, Giovanni Pirola alla Reggiana, Giorgio Veneri ritorna all'Atalanta, in arrivo dall'Entella Franco Vannini, il terzino Luciano Ghezzo dalla Mestrina e l'interno Piero Pittofrati dal Savona. Grande partenza a sorpresa del Como in campionato, alla nona giornata infatti la squadra lariana conduce la classifica da sola dopo aver inflitto un sonoro (5-0) al Monza. Nel mercato novembrino Alberto Sironi viene ceduto all'Atalanta, mentre dall'Alessandria arriva il difensore Giuseppe Trinchero. Con l'arrivo del 1969 il Como trova difficoltà a realizzare e la classifica ne risente, Franco Viviani fa esordire il diciassettenne Sergio Magistrelli promettente centravanti delle giovanili. Il Como chiude con due belle vittorie su Livorno e Padova con un lusinghiero settimo posto. In Coppa Italia viene inserito nel quinto girone vinto dall'Atalanta che passa ai Quarti, davanti all'Inter e al Como, quarto il Lecco.

## Rosa
| N. |                   | Ruolo | Calciatore         |
| -- | ----------------- | ----- | ------------------ |
|    | Italia (bandiera) | P     | Antonio Lonardi    |
|    | Italia (bandiera) | P     | Luciano Zamparo    |
|    | Italia (bandiera) | D     | Bruno Ballarini    |
|    | Italia (bandiera) | D     | Enrico Boriani     |
|    | Italia (bandiera) | D     | Luciano Ghezzo     |
|    | Italia (bandiera) | D     | Alfredo Magni      |
|    | Italia (bandiera) | D     | Adriano Nocentini  |
|    | Italia (bandiera) | D     | Luigi Paleari      |
|    | Italia (bandiera) | C     | Gabriele Bolognesi |
|    | Italia (bandiera) | C     | Carlo Crippa       |
|    | Italia (bandiera) | C     | Pierluigi Lambrugo |

| N. |                   | Ruolo | Calciatore         |
| -- | ----------------- | ----- | ------------------ |
|    | Italia (bandiera) | C     | Pietro Pittofrati  |
|    | Italia (bandiera) | C     | Alberto Sironi     |
|    | Italia (bandiera) | C     | Giuseppe Trinchero |
|    | Italia (bandiera) | C     | Franco Vannini     |
|    | Italia (bandiera) | A     | Giuseppe Cattaneo  |
|    | Italia (bandiera) | A     | Gianni Comini      |
|    | Italia (bandiera) | A     | Paolo Franzoni     |
|    | Italia (bandiera) | A     | Sergio Magistrelli |
|    | Italia (bandiera) | A     | Mario Musiello     |
|    | Italia (bandiera) | A     | Renzo Rossi        |

## Risultati

### Serie B

#### Girone di andata
| Arbitro: | Gussoni (Tradate) |

|            |           |  |
| Comini 21’ | Marcatori |  |

| Arbitro: | Serafino (Roma) |

|  |           |                                |
|  | Marcatori | 55’ Musiello 66’ (rig.) Comini |

| Arbitro: | Picasso (Chiavari) |

|              |           |          |
| Cattaneo 78’ | Marcatori | 85’ Nuti |

| Arbitro: | Angonese (Mestre) |

|                                                             |           |                         |
| Governato 17’ Ghio 49’ Massa 54’ F. Mazzola 58’ Morrone 65’ | Marcatori | 26’ Comini 61’ Cattaneo |

| Arbitro: | Barbaresco (Cormons) |

|              |           |          |
| Cattaneo 78’ | Marcatori | 85’ Nuti |

| Arbitro: | Bigi (Padova) |

|                   |           |  |
| Comini 15’ (rig.) | Marcatori |  |

| Bari 17 novembre 1968 7ª giornata | Bari            | 0 – 0 | Como | Stadio della Vittoria\| Arbitro: \| Serafino (Roma) \| |
| Arbitro:                          | Serafino (Roma) |       |      |                                                        |

| Reggio Calabria 24 novembre 1968 8ª giornata | Reggina            | 0 – 0 | Como | Stadio Comunale\| Arbitro: \| Possagno (Treviso) \| |
| Arbitro:                                     | Possagno (Treviso) |       |      |                                                     |

| Arbitro: | Calì (Roma) |

|                                                                      |           |  |
| Lambrugo 11’ Comini 19’, 65’ (rig.) Franzoni 82’ Beltrami 89’ (aut.) | Marcatori |  |

| Arbitro: | Michelotti (Parma) |

|  |           |                  |
|  | Marcatori | 15’, 63’ Morelli |

| Arbitro: | Bernardis (Roma) |

|                         |           |               |
| Turchetto 41’, 57’, 69’ | Marcatori | 84’ Ballarini |

| Arbitro: | Di Tonno (Lecce) |

|                         |           |  |
| Comini 44’ Lambrugo 73’ | Marcatori |  |

| Arbitro: | Barbaresco (Cormons) |

|  |           |              |
|  | Marcatori | 76’ Franzoni |

| Como 5 gennaio 1969 14ª giornata | Como                | 0 – 0 | Reggiana | Stadio Giuseppe Sinigaglia\| Arbitro: \| Panzino (Catanzaro) \| |
| Arbitro:                         | Panzino (Catanzaro) |       |          |                                                                 |

| Arbitro: | Picasso (Chiavari) |

|            |           |  |
| Liguori 9’ | Marcatori |  |

| Arbitro: | Bigi (Padova) |

|            |           |  |
| Comini 78’ | Marcatori |  |

| Livorno 26 gennaio 1969 17ª giornata | Livorno                 | 0 – 0 | Como | Stadio Comunale\| Arbitro: \| Caligaris (Alessandria) \| |
| Arbitro:                             | Caligaris (Alessandria) |       |      |                                                          |

| Arbitro: | Bravi (Roma) |

|             |           |  |
| Bergamo 73’ | Marcatori |  |

| Arbitro: | Trinchieri (Reggio Emilia) |

|               |           |  |
| Trinchero 48’ | Marcatori |  |

#### Girone di ritorno
| Mantova 16 febbraio 1969 20ª giornata | Mantova       | 0 – 0 | Como | Stadio Danilo Martelli\| Arbitro: \| Motta (Monza) \| |
| Arbitro:                              | Motta (Monza) |       |      |                                                       |

| Arbitro: | Gialluisi (Barletta) |

|  |           |                |
|  | Marcatori | 74’ G. Merighi |

| Arbitro: | Bigi (Padova) |

|                  |           |             |
| Buglioni 2’, 80’ | Marcatori | 37’ Vannini |

| Como 9 marzo 1969 23ª giornata | Como            | 0 – 0 | Lazio | Stadio Giuseppe Sinigaglia\| Arbitro: \| Genel (Trieste) \| |
| Arbitro:                       | Genel (Trieste) |       |       |                                                             |

| Arbitro: | Serafino (Roma) |

|                                                                |           |             |
| Saltutti 17’ Vanzini 22’ Camozzi 70’ (rig.) Paleari 90’ (aut.) | Marcatori | 36’ Vannini |

| Arbitro: | Giunti (Arezzo) |

|               |           |            |
| Benvenuto 44’ | Marcatori | 38’ Comini |

| Arbitro: | Barbaresco (Cormons) |

|  |           |              |
|  | Marcatori | 30’ Tentorio |

| Arbitro: | Caligaris (Alessandria) |

|             |           |            |
| Vannini 13’ | Marcatori | 53’ Toschi |

| Monza 20 aprile 1969 28ª giornata | Monza             | 0 – 0 | Como | Stadio Gino Alfonso Sada\| Arbitro: \| Gussoni (Tradate) \| |
| Arbitro:                          | Gussoni (Tradate) |       |      |                                                             |

| Arbitro: | Calì (Roma) |

|             |           |              |
| Morelli 87’ | Marcatori | 74’ Musiello |

| Arbitro: | Trono (Torino) |

|              |           |  |
| Cattaneo 21’ | Marcatori |  |

| Arbitro: | Carminati (Milano) |

|                     |           |  |
| Canzi 47’ Virga 51’ | Marcatori |  |

| Arbitro: | Genel (Trieste) |

|              |           |  |
| Cattaneo 14’ | Marcatori |  |

| Arbitro: | Francescon (Padova) |

|                      |           |  |
| D. Crippa 66’ (rig.) | Marcatori |  |

| Arbitro: | Levrero (Genova) |

|              |           |  |
| Cattaneo 44’ | Marcatori |  |

| Perugia 1º giugno 1969 35ª giornata | Perugia                    | 0 – 0 | Como | Stadio Santa Giuliana\| Arbitro: \| Trinchieri (Reggio Emilia) \| |
| Arbitro:                            | Trinchieri (Reggio Emilia) |       |      |                                                                   |

| Arbitro: | Calì (Roma) |

|                 |           |  |
| Comini 73’, 75’ | Marcatori |  |

| Arbitro: | Gonella (Torino) |

|                                 |           |  |
| Magistrelli 61’ Comini 77’, 87’ | Marcatori |  |

| Arbitro: | Frasso (Capua) |

|  |           |               |
|  | Marcatori | 55’ Ballarini |

### Coppa Italia - Girone Quinto
| Arbitro: | Torelli (Milano) |

|                           |           |            |
| Clerici 37’ Novellini 63’ | Marcatori | 25’ Sironi |

| Arbitro: | Gonella (Torino) |

|            |           |               |
| Comini 38’ | Marcatori | 76’ Facchetti |

| Arbitro: | Bigi (Padova) |

|                             |           |  |
| Musiello 71’ Pittofrati 73’ | Marcatori |  |

## Statistiche

### Statistiche di squadra
| Competizione | Punti | In casa | In casa | In casa | In casa | In casa | In casa | In trasferta | In trasferta | In trasferta | In trasferta | In trasferta | In trasferta | Totale | Totale | Totale | Totale | Totale | Totale | DR |
| Competizione | Punti | G       | V       | N       | P       | Gf      | Gs      | G            | V            | N            | P            | Gf           | Gs           | G      | V      | N      | P      | Gf     | Gs     | DR |
| ------------ | ----- | ------- | ------- | ------- | ------- | ------- | ------- | ------------ | ------------ | ------------ | ------------ | ------------ | ------------ | ------ | ------ | ------ | ------ | ------ | ------ | -- |
| Serie B      | 41    | 19      | 11      | 5       | 3       | 22      | 7       | 19           | 3            | 8            | 8            | 11           | 21           | 38     | 14     | 13     | 11     | 33     | 28     | +5 |
| Coppa Italia | 3     | 2       | 1       | 1       | 0       | 3       | 1       | 1            | 0            | 0            | 1            | 1            | 2            | 3      | 1      | 1      | 1      | 4      | 3      | +1 |
| Totale       |       | 21      | 12      | 6       | 3       | 25      | 8       | 20           | 3            | 8            | 9            | 12           | 23           | 41     | 15     | 14     | 12     | 37     | 31     | +6 |

### Statistiche dei giocatori
| Giocatore      | Serie B  | Serie B | Coppa Italia | Coppa Italia | Totale   | Totale |
| Giocatore      | Presenze | Reti    | Presenze     | Reti         | Presenze | Reti   |
| -------------- | -------- | ------- | ------------ | ------------ | -------- | ------ |
| B. Ballarini   | 31       | 2       | 3            | 0            | 34       | 2      |
| G. Bolognesi   | 3        | 0       | -            | -            | 3        | 0      |
| E. Boriani     | 19       | 0       | 3            | 0            | 22       | 0      |
| G. Cattaneo    | 30       | 6       | 2            | 0            | 32       | 6      |
| G. Comini      | 37       | 13      | 3            | 1            | 40       | 14     |
| C. Crippa      | 7        | 0       | -            | -            | 7        | 0      |
| P. Franzoni    | 17       | 2       | 1            | 0            | 18       | 2      |
| L. Ghezzo      | 13       | 0       | -            | -            | 13       | 0      |
| P. Lambrugo    | 30       | 2       | 2            | 0            | 32       | 2      |
| A. Lonardi     | 38       | -28     | 3            | -3           | 41       | -31    |
| S. Magistrelli | 5        | 1       | -            | -            | 5        | 1      |
| A. Magni       | 33       | 0       | 3            | 0            | 36       | 0      |
| M. Musiello    | 32       | 2       | 3            | 1            | 35       | 3      |
| A. Nocentini   | 6        | 0       | -            | -            | 6        | 0      |
| L. Paleari     | 31       | 0       | 3            | 0            | 34       | 0      |
| P. Pittofrati  | 37       | 0       | 3            | 1            | 40       | 1      |
| R. Rossi       | 9        | 0       | -            | -            | 9        | 0      |
| A. Sironi      | 4        | 0       | 3            | 1            | 7        | 1      |
| G. Trinchero   | 24       | 1       | -            | -            | 24       | 1      |
| F. Vannini     | 35       | 3       | 3            | 0            | 38       | 3      |
| L. Zamparo     | 2        | 0       | -            | -            | 2        | 0      |